# 148
| [ Edytuj tabelę ] |                          |
| Cesarz Chin       | - 146 Han Huandi 168     |
| Władca Korei      | - 146 Ch’adae 165        |
| Papież            | - 140 Pius I 155         |
| Król Partów       | - 147 Wologazes IV 191   |
| Cesarz Rzymu      | - 138 Antoninus Pius 161 |

Rok 148 / CXLVIII
stulecia: I wiek ~
II wiek ~
III wiek

lata: 138 «
143 «
144 «
145 «
146 «
147 «
148
» 149
» 150
» 151
» 152
» 153
» 158

## Wydarzenia
- Europa
  - uroczyste obchody 900 rocznicy założenia Rzymu